# Newcastle North Stars
Newcastle North Stars je australský klub ledního hokeje, který hraje australskou nejvyšší hokejovou soutěž - AIHL. Jedná se o poloprofesionální klub.
Působí ve Warners Bay, což je předměstí Lake Macquarie, které je vzdáleno asi 15 km od města Newcastle ve státě Nový Jižní Wales. Domácím arénou je Hunter Ice Skating Stadium.
Klub byl založen v roce 1981, jeho předchůdcem byli Newcastle Red Wings. Začátkem osmdesátých let však bylo uzavřeno původní kluziště v Newcastlu a hrál se jen inline hokej. Část hráčů se přesunula do Sydney, někteří ukončili kariéru. Lední hokej se začal v oblasti Newcastlu hrát opět až v roce 2000, kdy byl otevřen nový stadión v Lake Macquarie. V australské lize působí klub od roku 2002. Jde o historicky nejúspěšnější tým v lize, celkem čtyřikrát získal australský titul a tím i Goodall Cup.